# Kategoria e parë 2001/02
Die Kategoria e parë 2001/02 war die 54. Spielzeit der zweithöchsten albanischen Fußballliga und die vierte Saison unter diesem Namen. Sie begann am 22. September 2001 und endete am 19. Mai 2002.

## Modus
25 Mannschaften spielten in zwei Gruppen jeweils zweimal gegeneinander. Die besten Teams beider Gruppe stiegen in die Kategoria Superiore. Wegen der hohen Anzahl der gewerteten Spiele (15) in der Gruppe A, beschloss der FSHF, den Gruppensieger aus den ersten sechs Teams in zwei Dreiergruppen und anschließenden Finale zu ermitteln.

## Tabellen

### Gruppe A
| Pl. | Verein                | Sp. | S  | U | N  | Tore    | Diff. | Punkte |
| --- | --------------------- | --- | -- | - | -- | ------- | ----- | ------ |
| 1.  | KS Kastrioti Kruja    | 24  | 19 | 2 | 3  | 060:130 | +47   | 59     |
| 2.  | KF Naftëtari Kuçova   | 24  | 16 | 3 | 5  | 050:200 | +30   | 51     |
| 3.  | KS Besa Kavaja (A)    | 24  | 16 | 3 | 5  | 045:210 | +24   | 51     |
| 4.  | KS Burreli            | 24  | 16 | 2 | 6  | 052:270 | +25   | 50     |
| 5.  | KS Albpetrol Patos    | 24  | 15 | 1 | 8  | 044:360 | +8    | 46     |
| 6.  | KS Egnatia Rrogozhina | 24  | 12 | 4 | 8  | 035:280 | +7    | 40     |
| 7.  | Dajti Kamza           | 24  | 11 | 2 | 11 | 045:270 | +18   | 35     |
| 8.  | KF Laçi               | 24  | 9  | 5 | 10 | 034:340 | ±0    | 32     |
| 9.  | KS Përparimi Kukësi   | 24  | 9  | 4 | 11 | 029:400 | −11   | 31     |
| 10. | KS Korabi Peshkopi    | 24  | 7  | 2 | 15 | 023:510 | −28   | 23     |
| 11. | SK Shkodra            | 24  | 5  | 3 | 16 | 026:450 | −19   | 18     |
| 12. | KS Ada                | 24  | 3  | 3 | 18 | 016:500 | −34   | 12     |
| 13. | KF Minatori Rrësheni  | 24  | 1  | 0 | 23 | 019:860 | −67   | 03     |

| (A) | Absteiger aus der Kategoria Superiore 2000/01 |

| Pl. | Verein             | Sp. | S | U | N | Tore    | Diff. | Punkte |
| --- | ------------------ | --- | - | - | - | ------- | ----- | ------ |
| 1.  | KS Besa Kavaja (A) | 2   | 1 | 1 | 0 | 003:000 | +3    | 04     |
| 2.  | KS Kastrioti Kruja | 2   | 1 | 1 | 0 | 004:000 | +4    | 04     |
| 3.  | KS Albpetrol Patos | 2   | 0 | 0 | 2 | 000:700 | −7    | 0      |

| (A) | Absteiger aus der Kategoria Superiore 2000/01 |

|                    | BES | KAS    | ALB |
| ------------------ | --- | ------ | --- |
| KS Besa Kavaja     |     | 00:0 1 | 3:0 |
| KS Kastrioti Kruja | –   |        | 4:0 |
| KS Albpetrol Patos | –   | –      |     |

| Pl. | Verein                | Sp. | S | U | N | Tore    | Diff. | Punkte |
| --- | --------------------- | --- | - | - | - | ------- | ----- | ------ |
| 1.  | KF Naftëtari Kuçova   | 2   | 2 | 0 | 0 | 002:000 | +2    | 06     |
| 2.  | KS Burreli            | 2   | 1 | 0 | 1 | 003:200 | +1    | 03     |
| 3.  | KS Egnatia Rrogozhina | 2   | 0 | 0 | 2 | 001:400 | −3    | 0      |

|                       | NAF | BUR | EGN |
| --------------------- | --- | --- | --- |
| KF Naftëtari Kuçova   |     | 0:1 | 1:0 |
| KS Burreli            | –   |     | 3:1 |
| KS Egnatia Rrogozhina | –   | –   |     |

#### Finale
Der Sieger stieg in die Kategoria Superiore 2002/03 auf.
| Datum        |                | Ergebnis |                     |
| ------------ | -------------- | -------- | ------------------- |
| 2. Juni 2002 | KS Besa Kavaja | 1:0      | KF Naftëtari Kuçova |

### Gruppe B
| Pl. | Verein                  | Sp. | S  | U | N  | Tore    | Diff. | Punkte |
| --- | ----------------------- | --- | -- | - | -- | ------- | ----- | ------ |
| 1.  | KF Elbasani             | 22  | 16 | 3 | 3  | 051:150 | +36   | 51     |
| 2.  | KF Minatori Tepelena    | 22  | 13 | 0 | 9  | 040:250 | +15   | 39     |
| 3.  | KF Minatori Memaliaj    | 22  | 11 | 2 | 9  | 039:220 | +17   | 35     |
| 4.  | KS Pogradeci            | 22  | 10 | 3 | 9  | 029:280 | +1    | 33     |
| 5.  | KS Gramozi Erseka       | 22  | 11 | 0 | 11 | 026:360 | −10   | 33     |
| 6.  | KS Delvina              | 22  | 9  | 4 | 9  | 031:340 | −3    | 31     |
| 7.  | KS Sopoti Librazhd      | 22  | 9  | 3 | 10 | 036:220 | +14   | 30     |
| 8.  | KF Butrinti Saranda     | 22  | 9  | 1 | 12 | 025:440 | −19   | 28     |
| 9.  | KF Këlcyra              | 22  | 8  | 3 | 11 | 025:480 | −23   | 27     |
| 10. | KF Përmeti              | 22  | 8  | 2 | 12 | 017:330 | −16   | 26     |
| 11. | KF Skënderbeu Korça (A) | 22  | 7  | 4 | 11 | 028:340 | −6    | 25     |
| 12. | KS Devolli Bilisht      | 22  | 8  | 1 | 13 | 027:330 | −6    | 25     |

| (A) | Absteiger aus der Kategoria Superiore 2000/01 |

## Endspiel Meisterschaft
| Datum        |                | Ergebnis |             | Ort                              |
| ------------ | -------------- | -------- | ----------- | -------------------------------- |
| 5. Juni 2002 | KS Besa Kavaja | 0:3      | KF Elbasani | Selman-Stërmasi-Stadion (Tirana) |